# Hannogne-Saint-Martin
Hannogne-Saint-Martin est une commune française située dans le département des Ardennes, en région Grand Est.

## Géographie

### Hydrographie
La commune est dans le bassin versant de la Meuse au sein du bassin Rhin-Meuse. Elle est drainée par la Bar, le canal des Ardennes  (versant Meuse), le ruisseau de Sapogne et le ruisseau le Rouge Cogneux,.
La Bar, d'une longueur de 62 km, prend sa source dans la commune de Harricourt et se jette  dans la Meuse à Dom-le-Mesnil, après avoir traversé 20 communes.
Le canal des Ardennes  (versant Meuse), d'une longueur de 30 km,  est un chenal et un cours d'eau naturel navigable qui a son origine dans la commune de Bairon et ses environs et se jette  dans la Meuse à Dom-le-Mesnil, après avoir traversé dix communes.

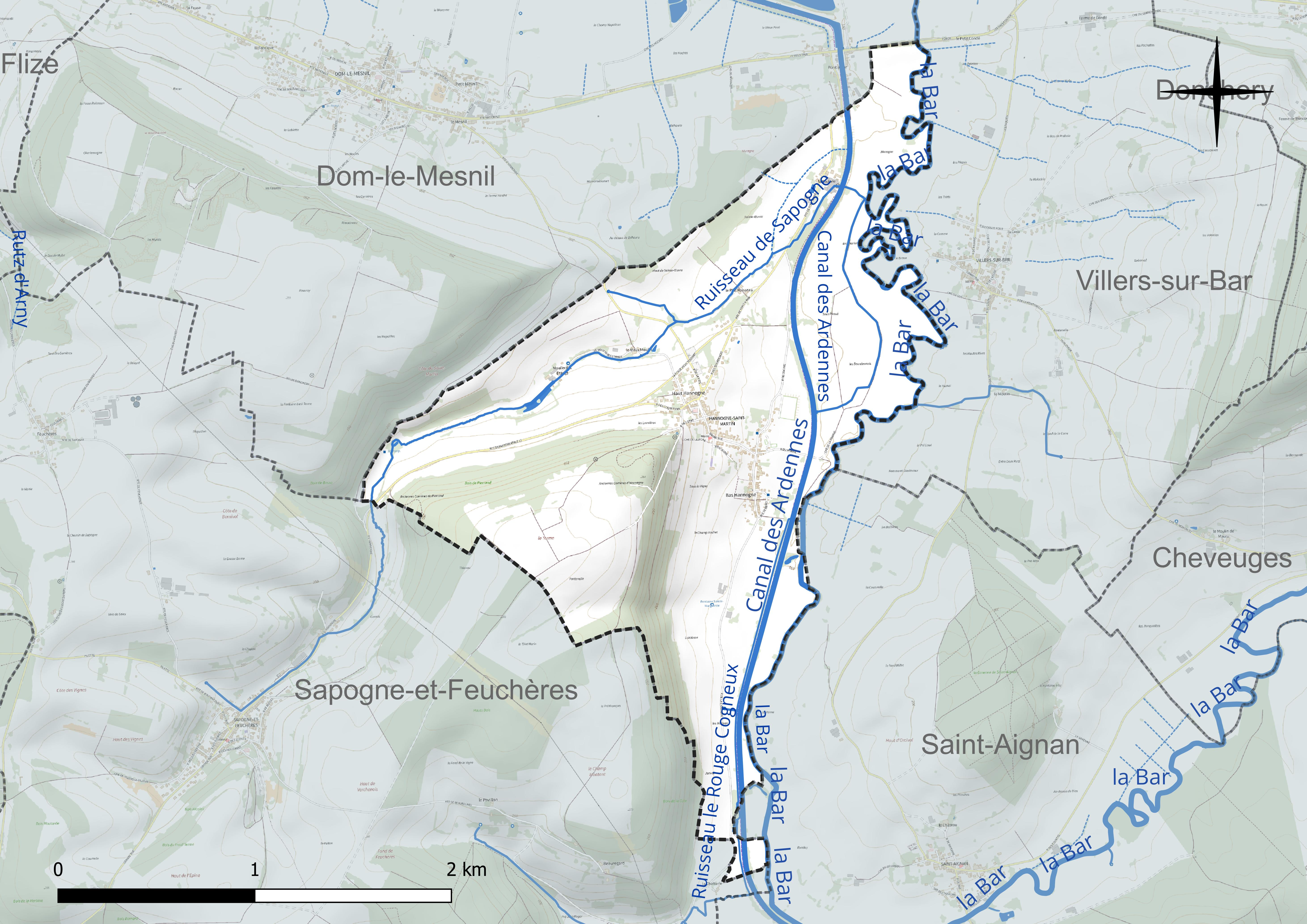
Réseau hydrographique de Hannogne-Saint-Martin.

### Climat
Pour des articles plus généraux, voir Climat du Grand Est et Climat des Ardennes.
En 2010, le climat de la commune est de type climat de montagne, selon une étude du Centre national de la recherche scientifique s'appuyant sur une série de données couvrant la période 1971-2000. En 2020, Météo-France publie une typologie des climats de la France métropolitaine dans laquelle la commune est exposée à un climat océanique altéré et est dans la région climatique Lorraine, plateau de Langres, Morvan, caractérisée par un hiver rude (1,5 °C), des vents modérés et des brouillards fréquents en automne et hiver.
Pour la période 1971-2000, la température annuelle moyenne est de 10,1 °C, avec une amplitude thermique annuelle de 15,4 °C. Le cumul annuel moyen de précipitations est de 905 mm, avec 13,5 jours de précipitations en janvier et 9,4 jours en juillet. Pour la période 1991-2020, la température moyenne annuelle observée sur la station météorologique de Météo-France la plus proche, « Charleville-Méz. », sur la commune de Charleville-Mézières à 14 km à vol d'oiseau, est de 9,9 °C et le cumul annuel moyen de précipitations est de 928,4 mm. 
La température maximale relevée sur cette station est de 39,2 °C, atteinte le 25 juillet 2019 ; la température minimale est de −17,5 °C, atteinte le 1er janvier 1997,,.
Les paramètres climatiques de la commune ont été estimés pour le milieu du siècle (2041-2070) selon différents scénarios d'émission de gaz à effet de serre à partir des nouvelles projections climatiques de référence DRIAS-2020. Ils sont consultables sur un site dédié publié par Météo-France en novembre 2022.

## Urbanisme

### Typologie
Au 1er janvier 2024, Hannogne-Saint-Martin est catégorisée commune rurale à habitat dispersé, selon la nouvelle grille communale de densité à 7 niveaux définie par l'Insee en 2022.
Elle est située hors unité urbaine. Par ailleurs la commune fait partie de l'aire d'attraction de Charleville-Mézières, dont elle est une commune de la couronne,. Cette aire, qui regroupe 132 communes, est catégorisée dans les aires de 50 000 à moins de 200 000 habitants,.

### Occupation des sols
L'occupation des sols de la commune, telle qu'elle ressort de la base de données européenne d’occupation biophysique des sols Corine Land Cover (CLC), est marquée par l'importance des territoires agricoles (84,1 % en 2018), une proportion identique à celle de 1990 (84,1 %). La répartition détaillée en 2018 est la suivante : 
prairies (52,3 %), terres arables (28,5 %), forêts (10,1 %), zones urbanisées (5,8 %), zones agricoles hétérogènes (3,3 %). L'évolution de l’occupation des sols de la commune et de ses infrastructures peut être observée sur les différentes représentations cartographiques du territoire : la carte de Cassini (XVIIIe siècle), la carte d'état-major (1820-1866) et les cartes ou photos aériennes de l'IGN pour la période actuelle (1950 à aujourd'hui).

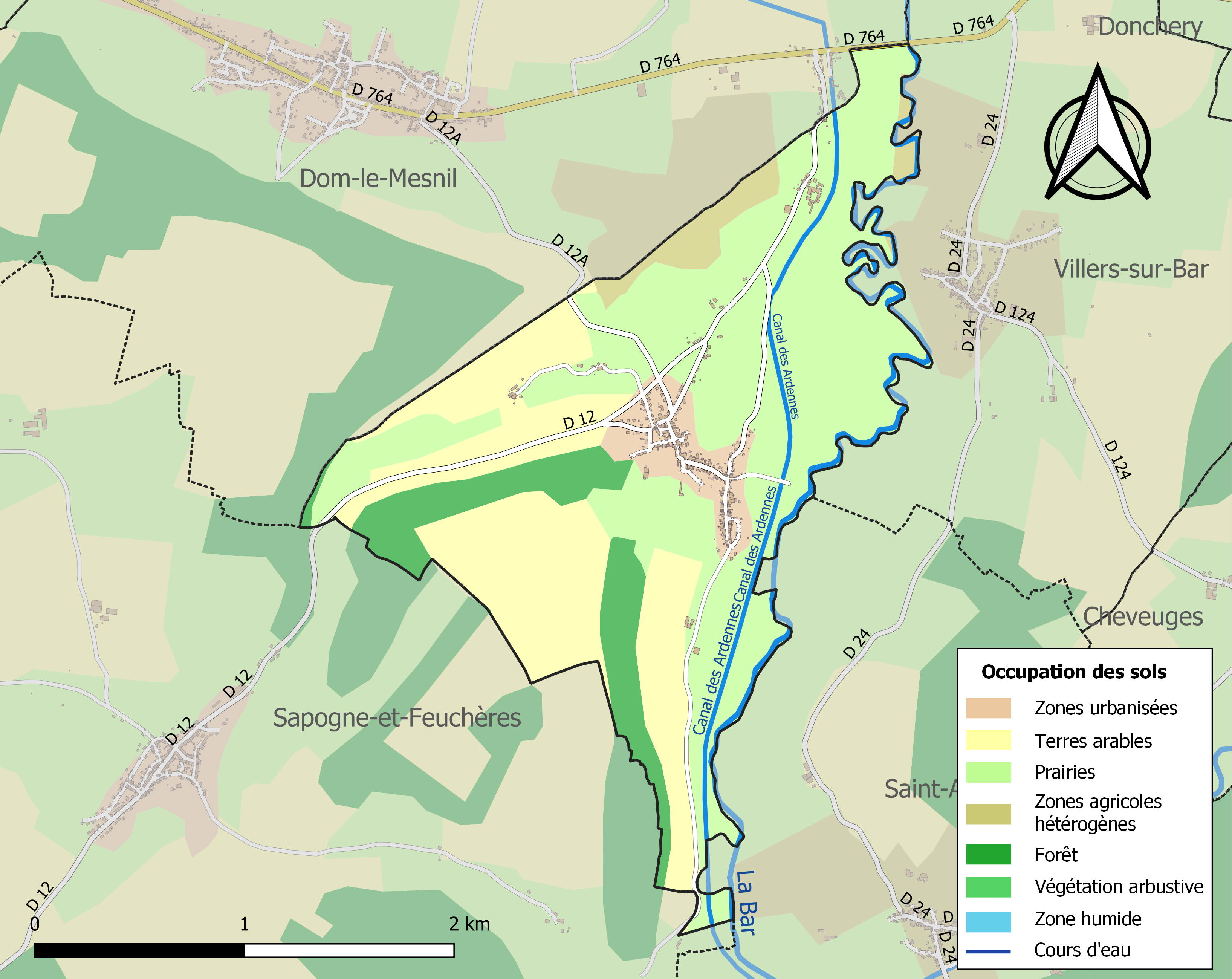
Carte des infrastructures et de l'occupation des sols de la commune en 2018 (CLC).

## Histoire
La commune d'Hannogne-Saint-Martin possède l'une des plus belles églises des Ardennes datant du XIIIe siècle.
Le 14 mai 1940, lors de la bataille de France, Hannogne est attaquée vers le milieu de la journée par les Allemands du Panzer-Regiment 4 de la 2e Panzerdivision (Rudolf Veiel) qui s'emparent du village malgré la défense âpre du III/148e régiment d'infanterie de forteresse (commandant Saudo).

## Politique et administration
| Période                                  | Période   | Identité               | Étiquette | Qualité                       |
| ---------------------------------------- | --------- | ---------------------- | --------- | ----------------------------- |
| Les données manquantes sont à compléter. |           |                        |           |                               |
| avant 1981                               |           | Jean-Michel Meerschman |           |                               |
| Les données manquantes sont à compléter. |           |                        |           |                               |
| mars 2001                                | mars 2008 | Francis Duczynski      |           |                               |
| mars 2008                                | mai 2020  | Jean-Pierre Renvoy     |           |                               |
| mai 2020                                 | En cours  | Michèle Fontaine       |           | Cadre de la fonction publique |

## Démographie
L'évolution du nombre d'habitants est connue à travers les recensements de la population effectués dans la commune depuis 1793. Pour les communes de moins de 10 000 habitants, une enquête de recensement portant sur toute la population est réalisée tous les cinq ans, les populations de référence des années intermédiaires étant quant à elles estimées par interpolation ou extrapolation. Pour la commune, le premier recensement exhaustif entrant dans le cadre du nouveau dispositif a été réalisé en 2006.

En 2022, la commune comptait 439 habitants, en évolution de −5,79 % par rapport à 2016 (Ardennes : −2,97 %, France hors Mayotte : +2,11 %).
| 1793 | 1800 | 1806 | 1821 | 1831 | 1836 | 1841 | 1846 | 1851 |
| ---- | ---- | ---- | ---- | ---- | ---- | ---- | ---- | ---- |
| 278  | 301  | 302  | 364  | 455  | 472  | 472  | 497  | 535  |

| 1866 | 1872 | 1876 | 1881 | 1886 | 1891 | 1896 | 1901 | 1906 |
| ---- | ---- | ---- | ---- | ---- | ---- | ---- | ---- | ---- |
| 567  | 596  | 635  | 679  | 667  | 671  | 677  | 659  | 609  |

| 1911 | 1921 | 1926 | 1931 | 1936 | 1946 | 1954 | 1962 | 1968 |
| ---- | ---- | ---- | ---- | ---- | ---- | ---- | ---- | ---- |
| 567  | 449  | 480  | 464  | 440  | 374  | 440  | 476  | 461  |

| 1975 | 1982 | 1990 | 1999 | 2006 | 2011 | 2016 | 2021 | 2022 |
| ---- | ---- | ---- | ---- | ---- | ---- | ---- | ---- | ---- |
| 440  | 430  | 431  | 474  | 471  | 462  | 466  | 451  | 439  |

## Culture locale et patrimoine

### Lieux et monuments
- Église Saint-Martin d'Hannogne-Saint-Martin.

## Héraldique
| Armes de Hannogne-Saint-Martin | Les armes de Hannogne-Saint-Martin se blasonnent ainsi : D’azur à l’épée basse d’or accostée de deux pals d’argent, à la fasce de gueules chargée de trois étoiles aussi d’or brochant sur le tout. |

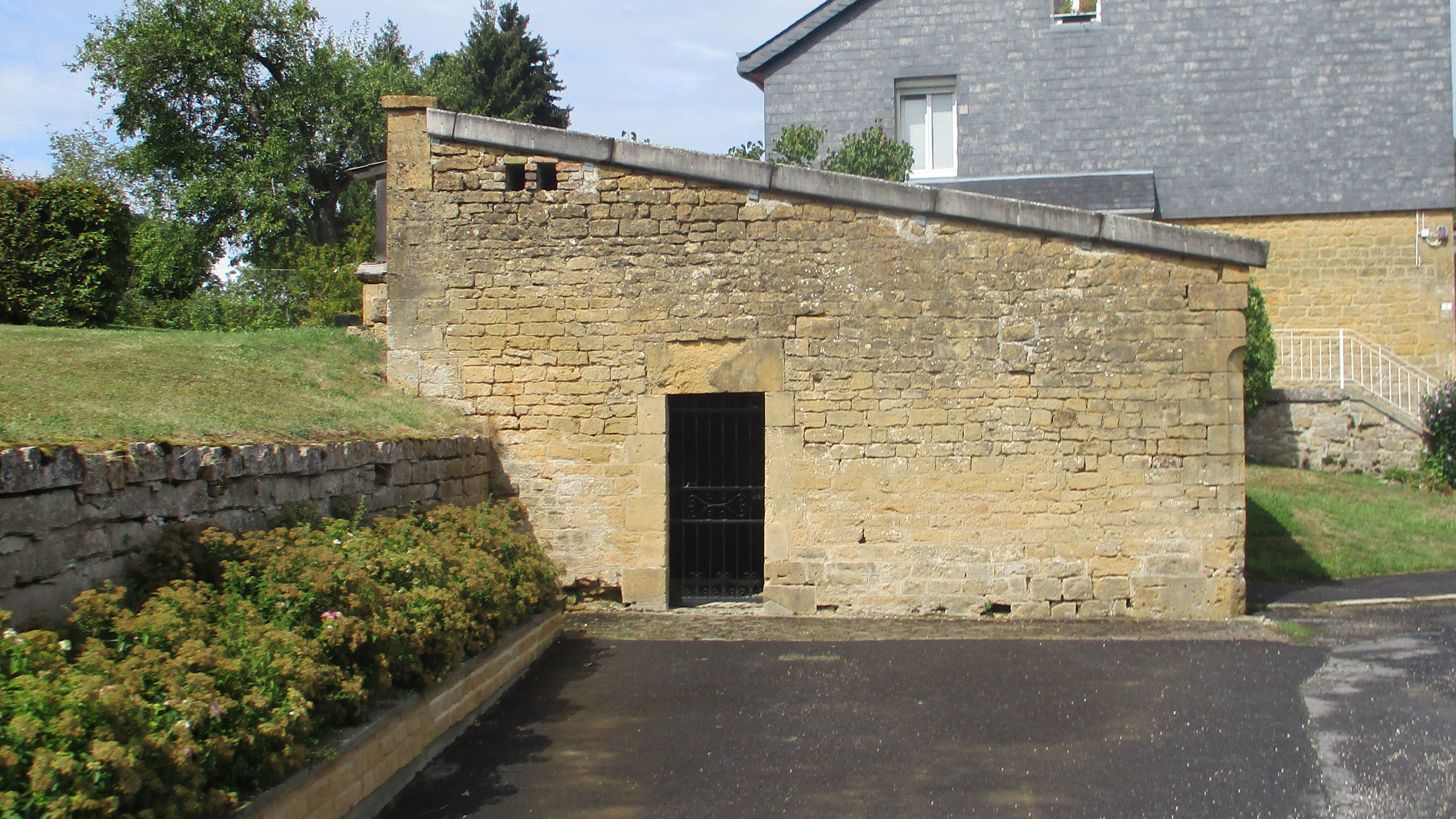
Hannogne-Saint-Martin, lavoir.

## Personnalités liées à la commune
- Paul-Joseph de Wauthier des Gates (1756-1832), homme politique belge, député titulaire lors du Conseil des Cinq-Cents de 1795 à 1799 pour les Ardennes, propriétaire du manoir de Hannogne.